# کراسنی یار (آستراخان)

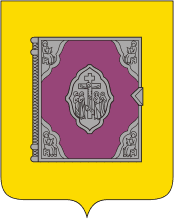
کراسنی یار (آستراخان)

کراسنی یار (روسی: Красный Яр) یک منطقهٔ مسکونی در روسیه است که در استان آستراخان واقع شده‌است.